# Тлибишо
Тлибишо (багвал. Гьибиши) — село в Ахвахском районе Дагестана, административный центр Тлибишинского сельсовета.
Статус центра сельсовета с 1921 года.

## География
Село расположено на р. Ахвах (бассейн р. Андийское Койсу), в 5 км к юго-западу от районного центра — села Карата (13 км по автодорогам).

## Население
| 1869 | 1888 | 1895 | 1926 | 1939 | 1970 | 1989 |
| ---- | ---- | ---- | ---- | ---- | ---- | ---- |
| 200  | ↗285 | ↗296 | ↘250 | ↗356 | ↗434 | ↘379 |
| 2002 | 2010 | 2021 |      |      |      |      |
| ↗838 | ↗941 | ↘896 |      |      |      |      |

Население села - багвалинцы

## Достопримечательности
- Мечеть (XIX в.).
- Круглая башня (XVI—XVIII вв.) и две прямоугольные (XVI—XVIII вв.).
- Родник.
- Кладбище (к западу от с.).